# Stagetillus banda
Espèce
Synonymes
- Hyctiota banda Strand, 1911

Stagetillus banda est une espèce d'araignées aranéomorphes de la famille des Salticidae.

## Distribution
Cette espèce est endémique des Moluques en Indonésie.

## Description
La femelle subadulte holotype mesure 7 mm.

## Systématique et taxinomie
Cette espèce a été décrite sous le protonyme Hyctiota banda par Strand en 1911. Elle est placée dans le genre Stagetillus par Maddison, Beattie, Marathe, Ng, Kanesharatnam, Benjamin et Kunte en 2020.

## Publication originale
- Strand, 1911 : « Araneae von den Aru- und Kei-Inseln. » Abhandlungen der senckenbergischen naturforschenden Gesellschaft, vol. 34, p. 127-199 (texte intégral).